# Mandarin jilu

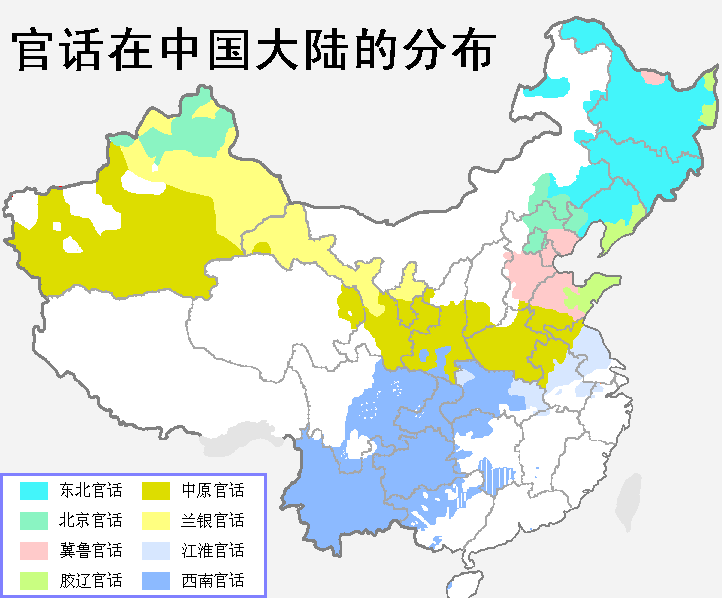
Distribution en République populaire de Chine des huit principaux dialectes du mandarin. L'aire du mandarin jilu figure en rose.

Le mandarin jilu (冀鲁官话, Jìlǔ guānhuà , littéralement « mandarin du Hebei-Shandong ») est un dialecte du mandarin parlé dans les provinces de Hebei et de Shandong. Bien que ces provinces soient relativement proches de Pékin, le mandarin jilu est assez différent du pékinois (qui est la base du mandarin standard) car il s'agit de l'aire géographique d'origine du mandarin, et la différenciation est ancienne. À titre d'exemple, le mandarin du Sud-Ouest est plus apparenté au mandarin de Pékin, car issu de migrations et différenciations plus récentes. 

## Variations régionales
- Dialecte de Baoding (保定話)
- Dialecte de Jinan (濟南話)
- Dialecte de Shijiazhuang (石家莊話)
- Dialecte de Tianjin (天津話)